# Guadua chaparensis

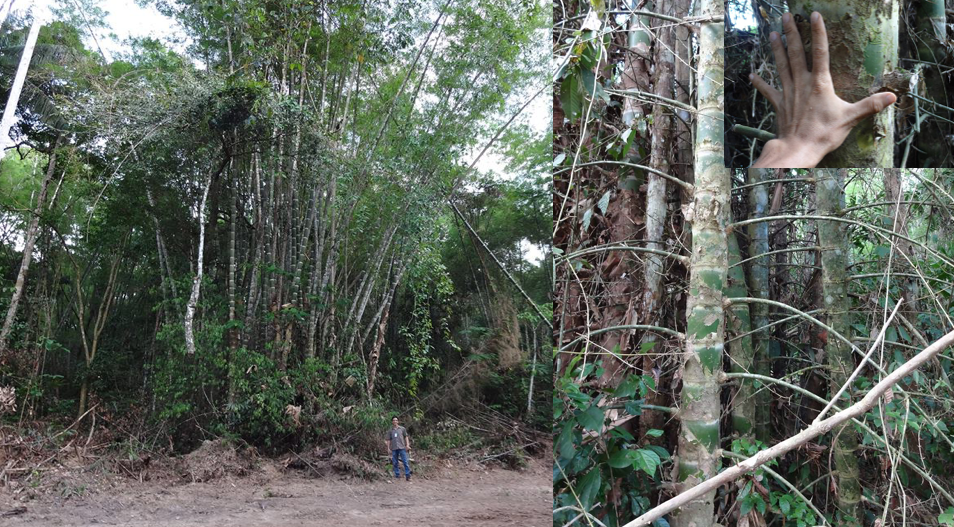

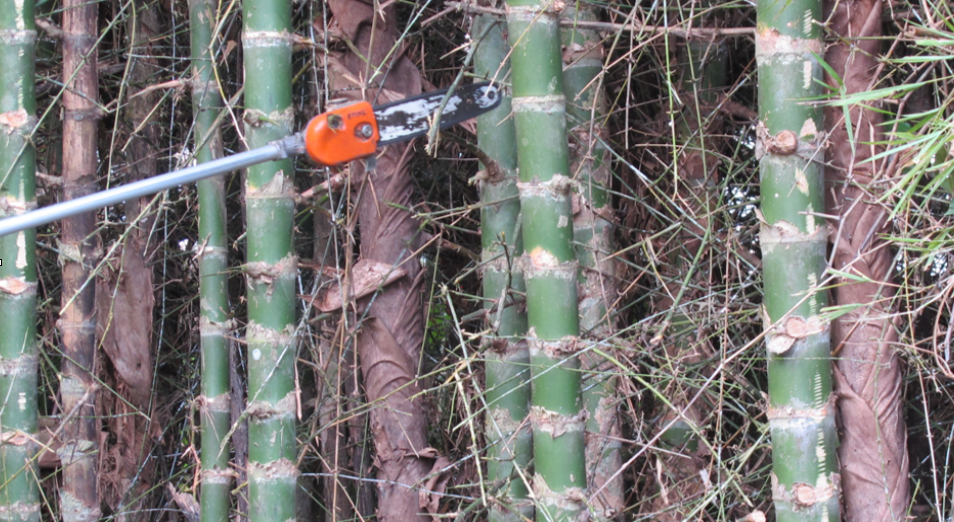
Guadua aff Chaparensis em Porto Acre

Guadua chaparensis é uma espécie de  de bambu no estado do Acre, sudoeste da amazônia é possível encontrar esse fortíssimo bambu nativo, que foi batizado provisoriamente (pela especialista Ximena Londono) como um bambu muito próximo do Guadua Chaparensis.
Fonte: <Bruno Imbroisi>" ao final do texto